# فاصله همراه
در کیهان‌شناسی استاندارد، فاصله همراه و فاصله ویژه دو تا از معیارهای فاصله‌ای هستند که توسط کیهان‌شناسان استفاده می‌شوند تا فاصله بین اشیاء را تعریف کنند. فاصله ویژه تقریباً متناظر با جایی است که یک شی دور در لحظه خاصی از زمان کیهانی قرار می‌گیرد و به دلیل انبساط گیتی در گذر زمان تغییر می‌کند.  فاصله همراه از انبساط گیتی فاکتور می‌گیرد و فاصله‌ای را ارائه می‌دهد که با گذشت زمان بر اثر انبساط گیتی تغییر نمی‌کند. (البته ممکن است به دلایل دیگری مانند جابجایی کهکشان در درون یک خوشه تغییر کند) در لحظه حال فاصله همراه و فاصله ویژه طبق تعریف با هم برابر خواهند بود و نسبت فاصله ویژه به فاصله همراه ۱ است. در سایر زمانها فاکتور مقیاس ۱ نیست. انبساط گیتی باعث می‌شود که فاصله ویژه تغییر کند در حالیکه  فاصله همراه را تغییر نمی‌دهد، زیرا مقدار آن برابر است با فاصله ویژه تقسیم بر آن فاکتور مقیاس.

## دستگاه مختصات همراه
اگرچه نسبیت عام اجازه می‌دهد که قوانین فیزیک را در هر دستگاه مختصات دلخواهی فرمولبندی نمود، برخی از دستگاه‌های مختصات طبیعی‌تر و کار کردن با آنها ساده‌تر است. دستگاه مختصات همراه نمونه‌ای از این دستگاه‌هاست. در این دستگاه مقدار مختصات ثابتی برای ناظرینی که جهان را همسانگرد می‌بینند، تخصیص می‌دهد. چنین ناظرینی را با نام ناظرین همراه می‌شناسند زیرا آنها نیز همگام با جریان هابل حرکت می‌کنند.